# حالة تسابق

رسم توضيحي لشرط حالة التسابق المنطقي يوضح كيف تؤثر التأخيرات المتكبدة في كل عنصر على المخرجات النهائية

حالة التسابق أو حالة التعارض (بالإنجليزية: race condition) هو عيب في نظام إلكتروني أو حاسوبي، لم يؤخذ بعين الاعتبار عند التصميم، يظهر حين الحصول على نتيجة مختلفة حسب الترتيب الذي نُفذت به العمليات. لظهور هذه الحالة تأثيرات سلبية بعيدة المدى قد تلزم إعادة تشغيل النظام.
لتفادي هذه الحالة يجب التأكد من أن العمليات التي سيجري تنفيذها تباعًا هي مستقلة.